# Fondul European pentru Sud-Estul Europei
Fondul European pentru Sud-Estul Europei (EFSE) este un fond de investiții cu sediul la Luxemburg, înființat în 15 decembrie 2005, care desfășoară operațiuni în România, Republica Moldova, Albania, Bosnia și Herțegovina, Bulgaria, Macedonia și Serbia.
Promotorul fondului este KfW – Banca Germană de Dezvoltare.
Fondul este administrat de Oppenheim Asset Management, avand Bankakademie e.V. ca și consultant.
EFSE a devenit cel mai mare fond de microfinanțare din lume, cu un portofoliu de credite de 414 milioane euro la data de 31 martie 2008.
Fondul de investiții și-a deschis un birou regional în România în februarie 2007, acordând finanțare în lei, dar a început operațiunile pe piața românească încă din 2006.